# ایدلیو سی
ایدلیو سی (انگلیسی: Idilio Cei; ۸ اوت ۱۹۳۷ – ۲۴ مارس ۱۹۹۶) بازیکن فوتبال اهل ایتالیا بود.
از باشگاه‌هایی که در آن بازی کرده‌است می‌توان به باشگاه ورزشی لاتزیو، باشگاه فوتبال پالرمو، و باشگاه فوتبال روبور سیه‌نا اشاره کرد.